# آرنه إغن
آرنه إغن (بالنرويجية البوكمول: Arne Eggen)‏ هو ملحن نرويجي، ولد في 28 أغسطس 1881 في تروندهايم في النرويج، وتوفي في 26 أكتوبر 1955 في باروم في النرويج.

## وصلات خارجية
- آرنه إغن على موقع ميوزك برينز (الإنجليزية)
- آرنه إغن على موقع أول ميوزيك (الإنجليزية)